# Argonfluorhydrid
Argonfluorhydrid är en kemisk förening med formeln HArF. Ämnet är den först upptäckta argonföreningen.

## Upptäckt
Argonfluorhydrid upptäcktes av en grupp finska vetenskapsmän ledd av Markku Räsänen. Den 24 augusti 2000 tillkännagav de deras upptäckt av argonfluorhydrid i tidskriften Nature.

## Tillverkning
Argonfluorhydrid tillverkades genom att blanda argon och vätefluorid på en cesiumjodidyta vid −265 °C, för att sedan utsätta blandningen för ultraviolett strålning. Detta får gaserna att reagera enligt följande reaktionsformel:
{\displaystyle {\rm {Ar+HF\ {\xrightarrow {u.v.}}\ H\!\!-\!\!Ar\!\!-\!\!F}}}
Det infraröda spektrumet av den resulterande gasblandningen visar att den definitivt innehåller kemiska bindningar, ehuru väldigt svaga sådana. Ämnets kemiska bindningar är endast stabila om ämnet förvaras under −256 °C. Vid uppvärmning bryts ämnet ned till argon och vätefluorid.